# Antefix

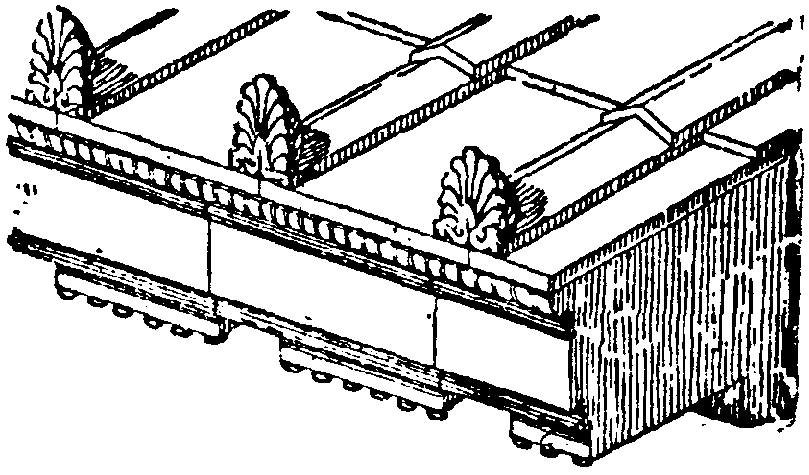
Antefix

Antefix (latinul antefixa) az ókori görög és római épületeket díszítő, az ereszen elhelyezett márvány vagy terrakotta anyagú lapok sorozata, amely a kúpcserép-sorok (imbrices) végződését takarta. Festett, gyakran domborműves kivitelűek voltak, palmettát, gorgó- vagy szatírfejet mintáztak (Itáliában alakos antefixek is voltak). Feltalálója állítólag Butadész, görög fazekasmester volt.